# Tom (rivier)
De Tom (Russisch: Томь) is een rivier in Rusland. Het is een zijrivier van de Ob en meet 871 km. De bron ligt in het Abakangebergte en de gevormde rivier stroomt door de Koezbass. De Tom mondt uit in de Ob op ongeveer 50 km ten noorden van Tomsk.
Mezjdoeretsjensk, Novokoeznetsk, Kemerovo, Joerga, Tomsk en Seversk liggen aan de rivier.
- Gemeinsame Normdatei: 4623113-4
- Virtual International Authority File: 237455839